# Ћирибирибела
Ћирибирибела је девети студијски албум групе Бијело дугме из 1988. године у издању дискографске куће Дискотон. Све пјесме је написао Горан Бреговић. Албум је сниман октобра и новембра мјесеца 1988. године у студијима Aquarius Београд и РТВ Сарајево. Ово је последњи предратни албум ове групе.

## Позадина
Снимљен у време политичке кризе у Југославији, албум је обележен пацифистичким залагањем Горана Бреговића: на омоту албума је Нојева арка Едварда Хикса, песма „Лијепа наша” је комбинација хрватске химне „Лијепа наша домовино“ и српске песме из Првог светског рата „Тамо далеко“.
Снимање албума открило је кризу унутар бенда. Песме „Лијепа наша” и „Ево, заклећу се” одсвирали су студијски музичар Ненад Стефановић "Јапанац" на бас гитари и члан групе Бајага и инструктори Владимир "Влајко" Голубовић на бубњевима, што је изазвало сукобе Бреговића и басисте Зорана Реџића и бубњара Ипета Ивандића.
Текст песме „Ђурђевдан је, а ја нисам с оном коју волим“, према Бреговићевим речима, инспирисан стихом из песме Ђорђа Балашевића „Прича о Васи Ладачком“.

## Листа пјесама
1. Ћирибирибела
2. Шта има ново
3. Нећу то на брзака
4. Ево заклећу се
5. Ђурђевдан је а ја нисам с оном коју волим
6. Напиле се улице
7. Ако има бога
8. Након свих ових година
9. Лијепа наша

## Чланови групе
- Лаза Ристовски
- Зоран Реџић
- Горан Ивандић
- Ален Исламовић
- Горан Бреговић

## Сарадници
- Радомир Марић - Рака, извршни продуцент
- Горан Бреговић, продуцент
- Ненад Стефановић Јапанац
- Владимир Голубовић - Влајко
- Слободан Соколовић
- Јасмин Соколовић
- Предраг Д. Свачић
- Владимир Смолец
- Београдско пјевачко друштво
- Клапа Трогир
- Оркестар „Кадријеви“, Скопље
- „ТРИО“ Леила Мулабеговић, Далида Дураковић и Бојан Х. Халиловић (омот)

## Пријем
Рок критичар Дарко Главан о албуму написао:
| „ | Како, по Бреговићевом легитимном суду, Југославију више не вреди вређати, а његов посао је певање, све што он може да уради јесте да бриге претвори у певање, у чему је „Ћирибирибела“ пун погодак и одличан пример ескапизма са добрим разлогом. [...] материјал који указује на један од Бреговићевих највећих дискографских успеха, како комерцијалних, тако и естетских. | ” |

Највећи хит албума био је „Ђурђевдан је, а ја нисам с оном коју волим“, на којој је гостовао трубачки оркестар Фејата Сејдића. Међу осталим хитовима су „Ево заклећу се”, „Ако има Бога”, „Шта има ново”, „Након свих ових година”, „Напиле се улице” под утицајем попа и „Ћирбирибела” инспирисана далматинском народном музиком.

## Забрана спота за песму „Ђурђевдан”
Након објављивања албума, Радио-телевизија Београд одлучила је да финансира и продуцира спот за песму „Ђурђевдан је, а ја нисам с оном коју волим“. Првобитна идеја је била да видео приказује иконографију инспирисану српском војском у Првом светском рату. Снимање спота је организовано у селу Кораћица у централној Србији. Бенд је дошао на снимање спота, наводно не знајући ништа о концепту који ће бити снимљен. Чланови бенда су уз старо оружје требало да носе војне униформе без обележја, али је Исламовић то сматрао превише „проратним“, одбијајући да носи војну униформу. На крају су бенд и режисер спота постигли договор: сви, осим Исламовића, носили су српске народне ношње, уз само неколико оригиналних реквизита. Ипак, након снимања спота, сами руководиоци Радио-телевизије Београд одлучили су да га не емитују.

## Наслеђе
2015. године омот албума Ћирибирибела заузео је 17. место на листи 100 највећих омота албума југословенског рока коју је објавио веб магазин Balkanrock.

## Топ листе
| Листа | Највиша позиција |
| ----- | ---------------- |
| Ритам | 2                |